# Уральск (Оренбургская область)
Уральск — село в Гайском городском округе Оренбургской области.

## География
Находится на расстоянии примерно 16 километров по прямой на северо-восток от окружного центра города Гай (город).

## Климат
Климат резко выраженный континентальный. Основные черты климата: холодная суровая зима, жаркое сухое лето, неустойчивость и недостаточность атмосферных осадков. Абсолютный минимум температуры — минус 44 градуса по Цельсию. Лето жаркое, максимальная температура воздуха достигает плюс 40 градусов по Цельсию. Одна из особенностей климата — наличие большого числа дней в году с ветрами (до 275 суток) и наличие суховеев (преимущественно юго-западные ветры). Среднегодовое количество осадков составляет 220—300 мм. Снежный покров устанавливается в середине ноября и исчезает в конце апреля. Глубина промерзания грунт — 2-2,5 м.

## История
Село основано в начале XX века. В селе в 1928—1929 годах был образован колхоз «Имени 9-го Января». Где-то в 1951—1953 годах произошло объединение колхозов «Красный Флот» и «им. 9-го Января» с центром в селе Уральск. Объединённое хозяйство назвали: колхозом им Жданова. В 1960 году был создан совхоз «Вишневые горки» с центром в рабочем посёлке Ириклинский на базе двух укрупненных колхозов: имени Хрущёва и имени Жданова. Село Уральск стало центром отделения № 3 совхоза «Вишнёвые горки». До 2016 года входило в состав Ириклинского сельсовета Гайского района, после реорганизации обоих муниципальных образований входит в состав Гайского городского района.

## Население
Постоянное население в 2002 году составляло 327 человек (русские — 80 %), 225 в 2010 году.